# Луксембург на Светском првенству у атлетици у дворани 2022.
Луксембург је осми пут учествовао на 18. Светском првенству у атлетици у дворани 2022. одржаном у Београду од 18. до 20. марта. Репрезентацију Луксембурга представљала су 3 атлетичара (2 мушкарца и 1 жена) који су се такмичили у 3 дисциплине (2 мушке и 1 женска).,
На овом првенству Луксембург није освојио ниједну медаљу. Није било нових националних, личних и рекорда сезоне.

## Учесници
| Мушкарци: - Чарел Гретен — 1.500 м - Боб Бертемес — Бацање кугле | Жене: - Патриција ван дер Векен — 60 м |

## Резултати

### Мушкарци
| Атлетичар    | Дисциплина   | Лични рекорд | Квалификација | Квалификација | Финале               | Финале  | Детаљи |
| Атлетичар    | Дисциплина   | Лични рекорд | Резултат      | Место         | Резултат             | Место   | Детаљи |
| ------------ | ------------ | ------------ | ------------- | ------------- | -------------------- | ------- | ------ |
| Чарел Гретен | 1.500 м      | 3:30,60 НР   | 3:44,87       | 4. у гр. 2    | Није се квалификовао | 21 / 30 |        |
| Боб Бертемес | Бацање кугле | 22,22 о      |               |               | 20,10                | 13 / 18 |        |

### Жене
| Атлетичарка             | Дисциплина | Лични рекорд | Квалификација         | Квалификација | Полуфинале | Полуфинале | Финале                | Финале       | Детаљи |
| Атлетичарка             | Дисциплина | Лични рекорд | Резултат              | Место         | Резултат   | Место      | Резултат              | Место        | Детаљи |
| ----------------------- | ---------- | ------------ | --------------------- | ------------- | ---------- | ---------- | --------------------- | ------------ | ------ |
| Патриција ван дер Векен | 60 м       | 7,26         | 7,21(.202) кв, НР, ЛР | 4. у гр. 3    | 7,28       | 7. у гр. 2 | Није се квалификовала | 21 / 46 (47) |        |